# Xylophanes sericus
Xylophanes sericus är en fjärilsart som beskrevs av Gehlen. 1940. Xylophanes sericus ingår i släktet Xylophanes och familjen svärmare. Inga underarter finns listade i Catalogue of Life.